# Aciduria 3-metilglutacónica

Formulación de Aciduria 3-metilglutacónica.

La  aciduria 3-metilglutacónica  es el  aumento de eliminación a través de la orina del ácido 3-metilglutacónico. Esta anomalía puede presentarse en numerosos errores innatos del metabolismo, siendo especialmente frecuente en los trastornos mitocondriales. Lo más habitual es que exista únicamente una ligera elevación en las tasas de eliminación, sin embargo existen determinadas enfermedades en las que la excreción aumentada de ácido 3-metilglutacónico es muy importante, siendo esta característica un aspecto primordial de la afección y una de las claves para alcanzar el diagnóstico. Este grupo de enfermedades se designan de forma genérica como aciduria 3-metilglutacónica añadiendo a continuación un número romano comprendido entre el I y V para especificar el subtipo concreto.

## Clasificación
| Tipo     | OMIM   | Gen     | Locus         |                                                                         |
| -------- | ------ | ------- | ------------- | ----------------------------------------------------------------------- |
| Tipo I   | 250950 | AUH     | Chr.9         | aciduria 3-metilglutacónica tipo I                                      |
| Tipo II  | 302060 | TAZ     | Xq28          | aciduria 3-metilglutacónica tipo II o Síndrome de Barth                 |
| Tipo III | 258501 | OPA3    | 19q13.2-q13.3 | aciduria 3-metilglutacónica tipo III o Síndrome de Costeff              |
| Tipo IV  | 250951 |         |               | aciduria 3-metilglutacónica tipo IV                                     |
| Tipo V   | 610198 | DNAJC19 | 3q26.3        | aciduria 3-metilglutacónica tipo V o miocardiopatía dilatada con ataxia |